# Vienna Blood – Der verlorene Sohn
Der verlorene Sohn (englischer Titel The Lost Child) ist ein britisch-österreichischer Fernsehfilm der Krimireihe Vienna Blood von Umut Dağ mit Matthew Beard als Arzt und Psychoanalytiker Max Liebermann und Juergen Maurer als Wiener Kriminalbeamten Oskar Rheinhardt. Das Drehbuch von Stephen Thompson basiert auf den Liebermann-Krimis von Frank Tallis.
Die Erstausstrahlung erfolgte am 2. Dezember 2019 auf BBC Two. Aufgrund des Terroranschlages in Wien wurde die Erstausstrahlung auf ORF 2 am 2. November 2020 zuerst unterbrochen und dann nach ca. 60 Minuten abgebrochen, der komplette Film wurde dann am 11. November 2020 gesendet. In Deutschland wurde der Film im ZDF erstmals am 29. November 2020 gezeigt.

## Handlung
In ihrem dritten gemeinsamen Fall untersuchen der Wiener Kriminalbeamte Oskar Rheinhardt und der Arzt und Psychoanalytiker Max Liebermann im Jahr 1907 den Tod des Kadetten Thomas Zelenka an der Militärakademie St. Florian.
Nachdem sein Neffe Daniel versucht hat, sich die Pulsadern aufzuschneiden und Striemen an seinem Rücken gefunden wurden, bittet Max Oskar um Hilfe. Er soll ihn an Daniels Militärakademie begleiten, um die Ursachen und Umstände für dessen Selbstverletzungen herauszufinden. Schulleiter ist Major Julius Reisinger, sein Stellvertreter ist Bernhard Becker, ein ausgebildeter Mediziner, der an der Akademie Biologie und Chemie unterrichtet. Als Rheinhardt den Fall untersuchen will, wird Max vom Schulleiter gebeten, Daniels Sachen zu packen und die Schule zu verlassen. Dabei fällt Max auf, dass das Bett neben dem von Daniel leer ist, laut Herrn Lang sei der Kadett Zelenka zehn Tage zuvor ertrunken. Max vermutet, dass sich Daniel den Buchstaben Z für Zelenka in seinen Arm ritzen wollte.
Zelenkas Tod wurde von Inspektor von Bülow untersucht, dessen Ermittlungen ergaben, dass es ein Unfall war. Gerichtsmediziner Professor Matthias bestätigt dies. Da sich der Leichnam noch im Leichenschauhaus befindet, macht sich Max selbst ein Bild. In der Handfläche befindet sich ein Brandmal, ebenso wie bei Daniel Liebermann und einem weiteren Kadetten. Laut Herrn Lang gibt es an der Anstalt ein Ritual, das von Generation zu Generation weitergegeben wird. Im Beinhaus findet Max die Utensilien für das Ritual. Inspektor Heinrich von Bülow war selbst Kadett an der Schule, Rheinhardt unterstellt ihm deshalb, den Fall nicht ordnungsgemäß untersucht zu haben.
Nachdem Clara die Verlobung mit Max aufgelöst hat, sucht Max Amelia Lydgate im Naturhistorischen Museum auf, um ihr seine Liebe zu gestehen. Außerdem bittet er sie, den Leichnam von Thomas Zelenka nochmals zu untersuchen, allerdings findet sie aufgrund des Aufenthalts im Wasser über längere Zeit keine verwertbaren Spuren. Bei einer Befragung der Kadetten gibt einer von ihnen an, einen Brief bei Zelenka gefunden zu haben, in dem stand, dass er mit seiner Liebsten weglaufen wollte. Zelenkas Schwester bittet Max, zur Erinnerung ein Porträt, an dem ihr Bruder gearbeitet hatte, von der Schule mitzubringen. Das Porträt wird bei Herrn Lang gefunden und zeigt Fräulein Becker, die Tochter des stellvertretenden Direktors. Max nimmt an, dass es sich bei ihr um die Liebste aus dem Brief von Zelenka handelt.
Mithilfe des Schulgebets, das jeder Kadett auswendig kennt und das als Schlüssel für eine codierte Nachricht dient, dechiffriert Max den Text Erweise dich als würdig, wähle Zelenka. Max vermutet, dass es weitere Opfer geben könnte. Gemeinsam mit Oskar kommt er noch rechtzeitig an die Akademie, um einen weiteren Mord zu verhindern. Stefan Wolf, Sohn eines Generals und Rädelsführer der Kadetten, wird von dem jungen Kadetten Perger mit einer Schusswaffe bedroht, Oskar kann ihm die Waffe aber abnehmen.
Daniel Liebermann erzählt Max, dass in der Nacht von Zelenkas Tod dieser dem Ritual der Kadetten unterzogen werden sollte. Zelenka habe versucht, davor zu flüchten, und sei in den Wald, dann zum Fluss gelaufen, wo er tot zusammengebrochen sei, ohne dass ihn jemand berührt habe. Die Leiche wurde in den Fluss geworfen, Daniel hat Zelenkas Cape vergraben. An diesem findet Amelia Cyanwasserstoffgas: Zelenka wurde mit Cyanid vergiftet. Das Gift war aber nicht mehr nachweisbar, nachdem sich die Lunge mit Wasser gefüllt hatte.
Max verdächtigt Bernhard Becker, der über entsprechendes chemisches Wissen verfügt, Zelenka vergiftet zu haben. Dessen Tochter gibt an, dass die bei Zelenka gefundenen Briefe nicht von ihm stammten, sondern von Herrn Lang, und Zelenka nur der Bote war. Bernhard Becker hatte dafür gesorgt, dass Zelenka das Gift einatmet, um seine Tochter vor ihm zu schützen, da er ihn fälschlicherweise für ihren Liebhaber hielt.  Becker flüchtet und nimmt sich das Leben, indem er sich vom Schulturm stürzt. Inspektor von Bülow wird Nachfolger von Kommissar Strasser, der zum Polizeipräsidenten befördert wird – und ebenfalls Zögling in St. Florian war.

## Entstehung und Veröffentlichung
Die Dreharbeiten fanden gemeinsam mit dem Vorgänger Königin der Nacht vom 11. Februar bis zum 12. April 2019 in Wien und Umgebung statt. Gedreht wurde auf Englisch, die deutschsprachigen Schauspieler synchronisierten sich für die deutschsprachige Fassung selbst. Für das Kostümbild zeichnete Thomas Oláh verantwortlich, für die Ausstattung Bertram Reiter und für das Maskenbild Michaela Payer. Das Drehbuch stammt vom Engländer Stephen Thompson, der auch drei Folgen der englischen Fernsehserie Sherlock geschrieben hat.
Produziert wurde die Serie von der österreichischen MR Film und der britischen Endor Productions, an der die Red Arrow Studios beteiligt sind. Unterstützt wurde die Produktion vom Filmfonds Wien, dem Fernsehfonds Austria und dem Land Niederösterreich, beteiligt waren der Österreichische Rundfunk und das ZDF.
Die Ausstrahlung am 11. November 2020 im ORF wurde von durchschnittlich 700.000 Zusehern verfolgt, der Marktanteil betrug 19 Prozent. Im ZDF wurde die Erstausstrahlung von 2,34 Millionen Zuschauern gesehen, bei einem Marktanteil von 11,4 Prozent.

## Auszeichnungen
- Romyverleihung 2021: Nominierung in der Kategorie Beste Regie TV/Stream für Umut Dağ[17]

- Prix Europa 2021: Nominierung in der Kategorie TV Fiction[18]